# Родриго Морено Мачадо
Родриго Морено Мачадо (шп. Rodrigo Moreno Machado; Рио де Жанеиро, 6. март 1991), португалски Родриго Морено Машадо, познатији само као Родриго, професионални је шпански фудбалер бразилског порекла који игра на позицијама десног крила и у нападу као класичан шпиц. Тренутно наступа за Лидс јунајтед и репрезентацију Шпаније.

## Клупска каријера
Иако рођен у Рију Родриго се још као тинејџер преселио у Шпанију, тачније у Виго у Галицији где је његов отац Адалберто, некадашњи првотимац Фламенга, отворио фудбалску школу. Фудбал је организованије почео да тренира у Селти из Вига, одакле је након навршених 18 година отишао у Мадрид и прикључио се школи фудбала Реал Мадрида.
Неколико недеља након пресељења у Мадрид дебитовао је за трећи полупрофесионални тим, да би убрзо постао играч екипе Реал Мадрид Кастиље, резервог састава Мадриђана који се у то време такмичио у Сегунди. Након једне сезоне у шпанској ругој лиги током које је на 18 одиграних утакмица постигао 5 погодака, у јулу 2010. Родриго напушта Шпанију и потписује петогодишњи уговор са португалском Бенфиком за суму од 6 милиона евра.
Одмах по доласку у португалски тим прослеђен је на једногодишњу позајмицу у премијерлигаша Болтон вондерерсе за који је током сезоне 2010/11. одиграо укупно 20 утакмица и постигао један гол. У лето наредне године враћа се у Бенфику за коју током сезоне 2011/12. игра на укупно 38 званичних утакмица и са учинком од 16 постигнутих голова етаблира се као један од ефикаснијих играча у португалском клубу. Током три сезоне у Португалији, Родриго је за Бенфику одиграо 120 такмичарских утакмица, постигао 45 голова, и са тимом освојио 4 титуле, укључујући и „триплу круну” у сезони 2013/14. бенфика је у истом периоду у два наврата играла финале Лиге Европе (сезоне 2012/13. и 2013/14).
Након најуспешније сезоне у дотадашњој каријери, у јулу 2014. враћа се у Шпанију и сезону 2014/15. проводи играјући у Ла лиги за Валенсију као позајмљен играч. Прву званичну утакмицу у дресу Валенсије, и уопште у шпанској елитној лиги, одиграо је 23. августа 2014. против Севиље, док је први погодак постигао 22. септембра у утакмици против Хетафеа. Годину дана касније потписује четворогодишњи уговор са Валенсијом вредан 30 милиона евра (две године касније продужио је уговор на још пет сезона, до лета 2022. године).

## Репрезентативна каријера
Родриго је играо за све млађе репрезентативне селекције Шпаније, а највећи успех остварио је са репрезентацијом до 21 године која је 2013. освојила титулу европског првака, док је нешто раније, са У19 репрезентацијом освојио друго место на европском првенству 2010. године. Играо је и за олимпијску репрезентацију на Летњим олимпијским играма 2012. у Лондону.
За сениорску репрезентацију Шпаније дебитовао је 12. октобра 2014. у квалификационој утакмици за ЕП 2016. против селеккције Луксембурга. Други сусрет за најбољи тим Шпаније одиграо је тек три године касније, у квалификацијама за СП 2018, Шпанија је у тој утакмици убедљиво савладала Албанију резултатом 3:0, а Родриго је постигао свој први гол у репрезентативном дресу.
Селектор Хулен Лопетеги уврстио га је на списак репрезентативаца Шпаније за Светско првенство 2018. у Русији, где је био један од три натурализована бразилска играча, заједно са Тијагом Алкантаром и Дијегом Костом. Деби на светским првенствима имао је у другом колу групе Б, у утакмици против Ирана у коју је ушао као замена за Косту у последњим минутима сусрета.

## Успеси и признања
ФК Бенфика
- Првенство Португала (1): 2013/14.
- Португалски куп (1): 2013/14.
- Португалски лига куп (2): 2011/12, 2013/14.
- УЕФА лига Европе: финалиста (×2 2012/13, 2013/14)

 Шпанија
- Европско првенство У19:   2010.
- Европско првенство У21:  2013.